# Guess
Guess је амерички бренд одеће, познат по црно-белим рекламама. Лиценцира свој бренд и за друге модне додатке, као што су сатови, накит, парфеми, торбе и ципеле.